# Hersilia vinsoni
Hersilia vinsoni là một loài nhện trong họ Hersiliidae.
Loài này thuộc chi Hersilia. Hersilia vinsoni được miêu tả năm 1869 bởi Lucas.